# 松本渚
松本 渚（まつもと なぎさ、生年月日非公開 - ）は日本の漫画家。兵庫県出身。京都精華大学マンガ学部ストーリーマンガコース卒。

## 来歴
2011年夏、講談社『月刊アフタヌーン』のアフタヌーン四季賞において準入選。
2012年6月、小学館第70回新人コミック大賞において『盤上の星に雨は降る』が青年部門佳作受賞。
2014年から月刊青年漫画雑誌『コミックハイ！』（双葉社）にて『盤上の詰みと罰』を連載。同誌が2015年6月号で休刊となったため、3話分を単行本用に加筆し急きょ完結。
2016年7月から漫画雑誌『月刊コミックフラッパー』（KADOKAWA）で『将棋めし』を連載。2017年1月23日、第1巻発売、異色将棋グルメ漫画と紹介される。
2021年4月27日発売の『グランドジャンプむちゃ』5月号（集英社）に久部緑郎原作による読み切り『文豪ガストロノミー』が掲載。
2021年7月27日、文春オンラインにて『盤記者！』が連載開始。

## 人物
デビューから一貫して将棋関連の漫画を描いている。自身も将棋愛好家であり、振り飛車党。将棋との出会いは「（学校の）教室で毎日将棋をやってる2人組がいて、友達になるためにルールを覚えた」という。
自身の作品に関連して、将棋の対局と食事にまつわるトークイベントや講演会への出演、ウェブ媒体への記事執筆も手がけている。
2024年7月21日、自らの公式X（旧Twitter）にて結婚したことを発表。同年3月31日に入籍し、発表日である7月21日に結婚式を挙行したことを明かした。結婚相手については明らかにしていない。
2025年3月16日、第1子となる女児を出産したことを自身のXにて発表した
。

## 作品リスト

### 漫画作品
- 盤上の詰みと罰（双葉社・アクション・コミックス、全2巻）‐ 棋譜監修・戸辺誠[17]
- 盤上の詰みと罰 未収録本（2015年11月15日、出る杭は打たれても出る、全1巻）‐ コミックハイ掲載分のうち単行本未収録作を同人誌として制作
- 将棋めし（KADOKAWA・MFコミックス フラッパーシリーズ、全6巻）‐ 棋譜監修・広瀬章人[18]
- 盤記者!（文藝春秋・文春オンライン、2021年7月27日 - 連載中、全3巻（電子書籍のみ））- 棋譜監修・深浦康市
- 文豪ナツメは料理人が嫌い（KADOKAWA・COMIC Hu、2022年7月19日 - 2023年11月19日、全3巻） - 原作・久部緑郎

### イラスト
- 関東若手棋士集団「東竜門」公式キャラクター「りゅうもんくん」(キャラクターデザイン：井道千尋)[19]
- ラビット番長「ギンノベースボール」（2017年2月15日 ‐ 19日、シアターグリーン BOXinBOX THEATER）‐ ポスターイラスト
- ラビット番長「カチナシ！」（2018年3月1日 ‐ 5日、シアターグリーン BASE THEATER）‐ フライヤーイラスト
- ラビット番長「コマギレ」（2019年2月28日 ‐ 3月4日、シアターグリーン BASE THEATER）‐ フライヤーイラスト
- 井保三兎（ラビット番長）「サントインワンダーランド」（2019年8月8日 ‐ 11日、萬劇場）‐ フライヤーイラスト
- 将棋アプリ「将棋ウォーズ」‐ 特典アバター[20]

## 出演

### ウェブテレビ
- 将棋棋士がつくる将棋めし（2018年9月1日、ニコニコ生放送）[21] ‐ 審査員